# Więcbork (gmina)
Więcbork – gmina miejsko-wiejska w Polsce położona w województwie kujawsko-pomorskim, w powiecie sępoleńskim. W latach 1975–1998 gmina administracyjnie należała do województwa bydgoskiego.
Siedzibą władz gminy jest miasto Więcbork.
Według danych z 6 czerwca 2008 gminę zamieszkiwało 13 507 osób, w tym miasto Więcbork 5973 osoby.

## Struktura powierzchni
Według danych z roku 2002 gmina Więcbork ma obszar 235,71 km², w tym:
- użytki rolne: 61%
- użytki leśne: 26%

Obszar gminy stanowi 29,8% powierzchni powiatu.

## Demografia
Dane z 30 marca 2007:
| Opis                              | Ogółem | Ogółem | Kobiety | Kobiety | Mężczyźni | Mężczyźni |
| --------------------------------- | ------ | ------ | ------- | ------- | --------- | --------- |
| jednostka                         | osób   | %      | osób    | %       | osób      | %         |
| populacja                         | 13 434 | 100    | 6953    | 50,3    | 6481      | 49,7      |
| gęstość zaludnienia (mieszk./km²) | 55,4   | 55,4   | 27,9    | 27,9    | 27,5      | 27,5      |

- Piramida wieku mieszkańców gminy Więcbork w 2014 roku[1]

## Zabytki

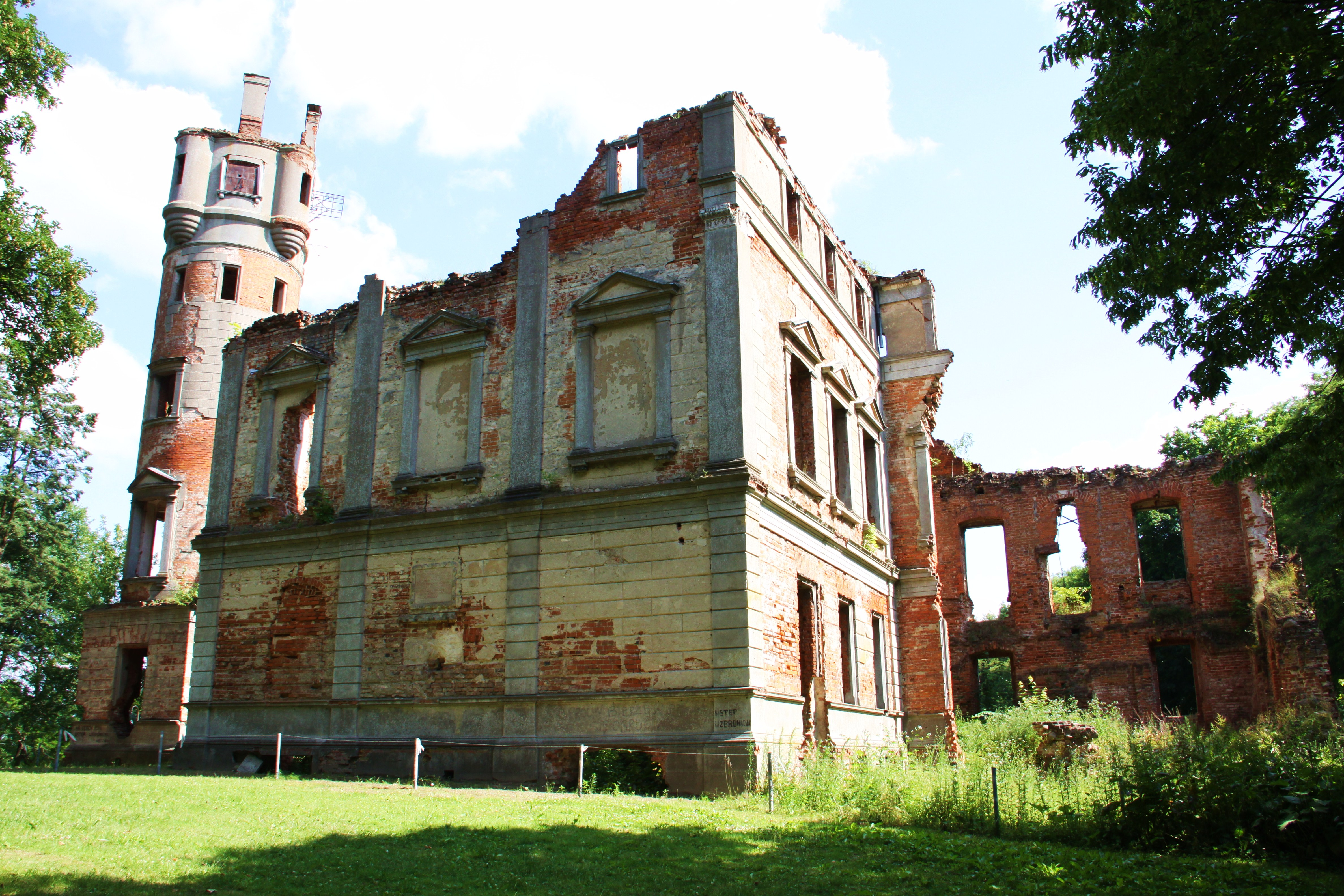
Ruiny pałacu w Runowie

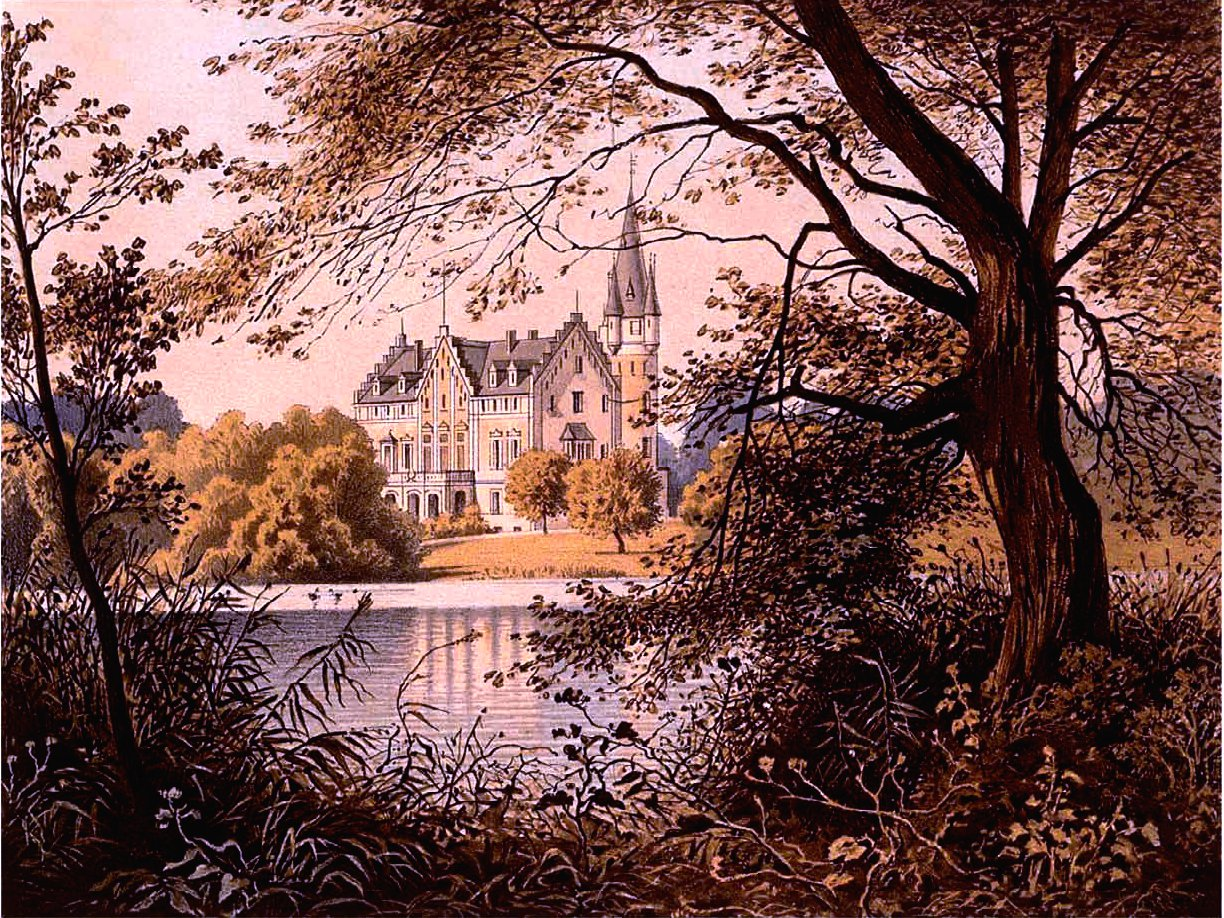
Pałac w Runowie w czasach świetności

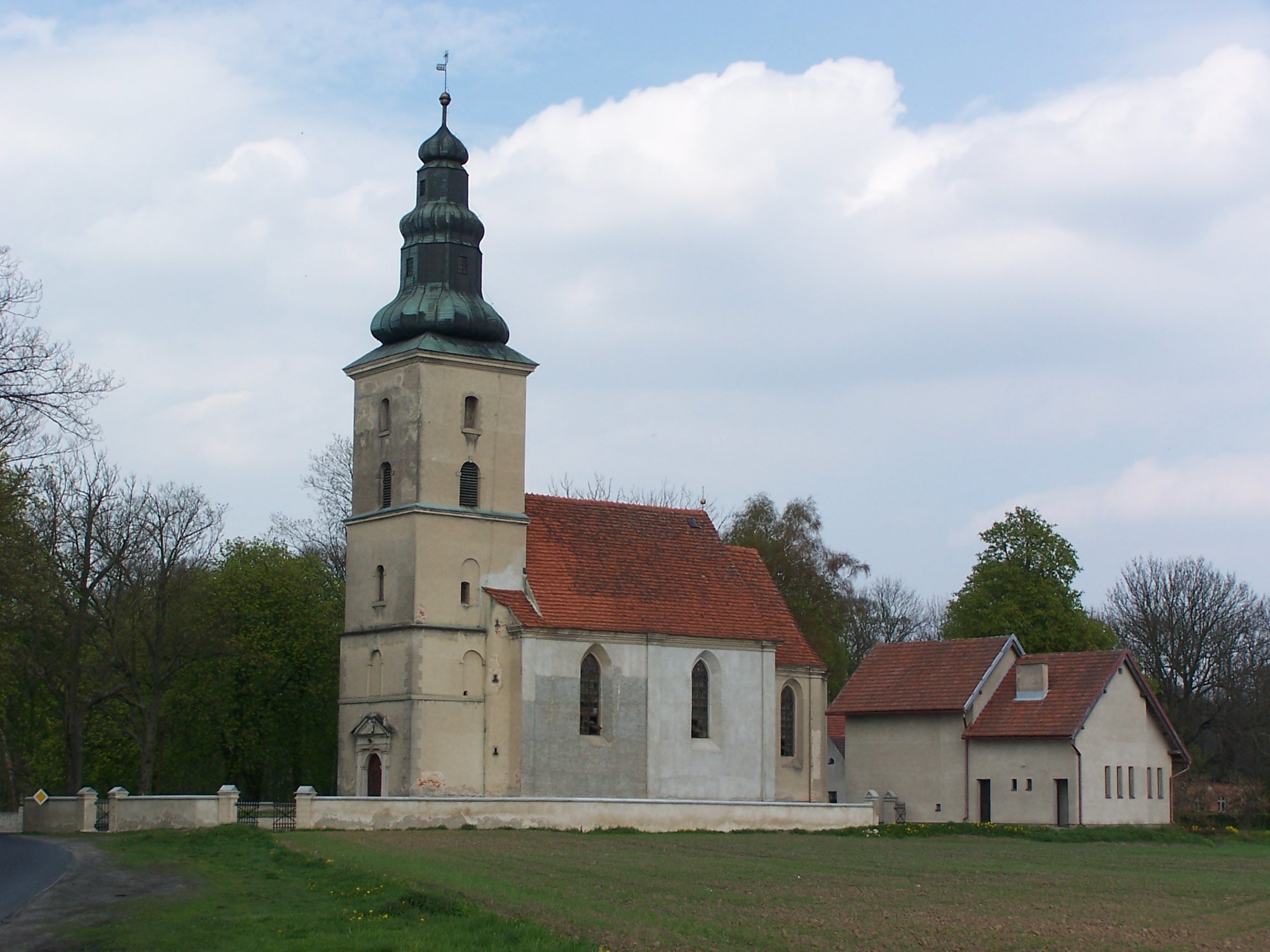
Kościół katolicki w Runowie

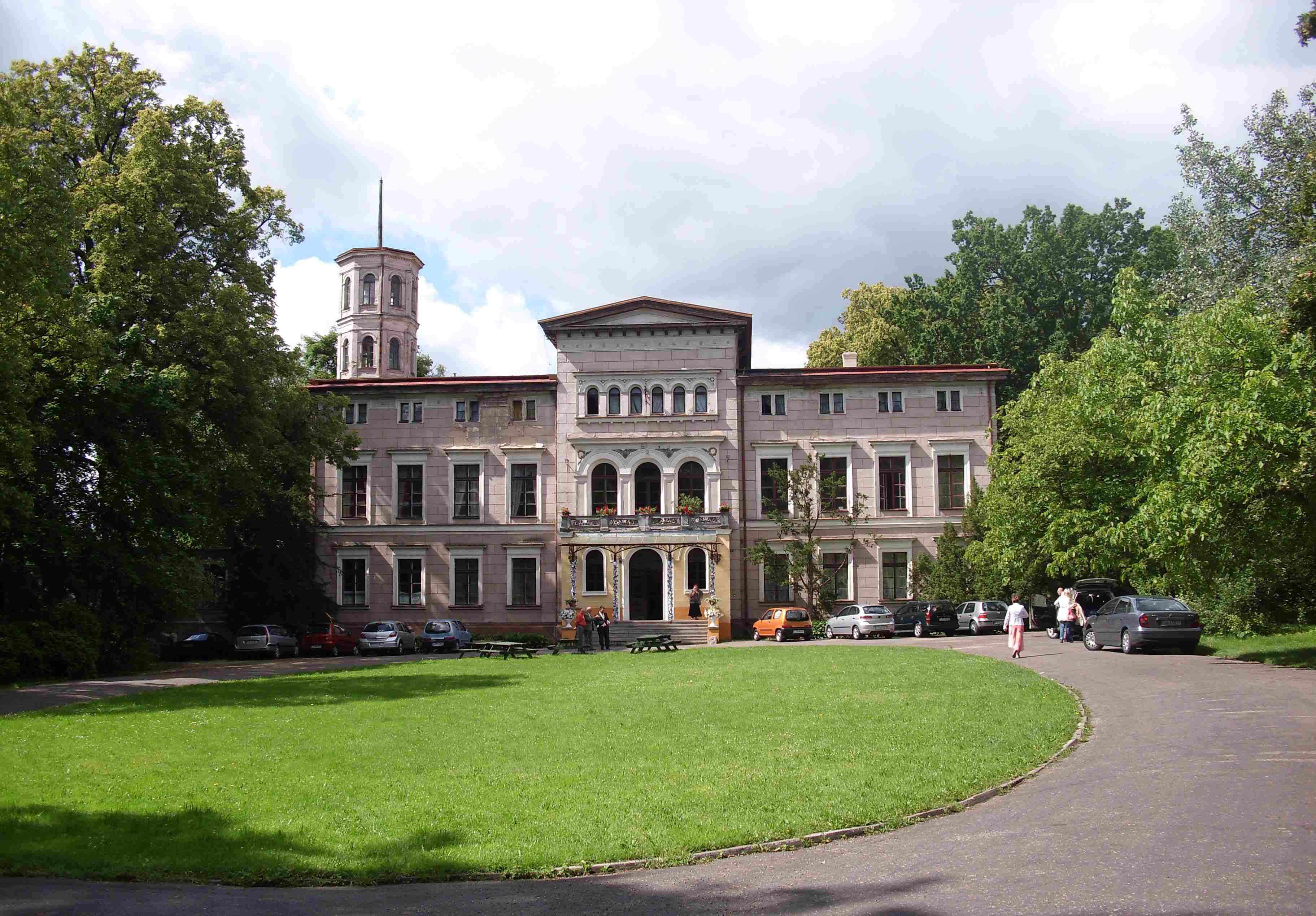
Pałac w Sypniewie, była siedziba Loży Masońskiej

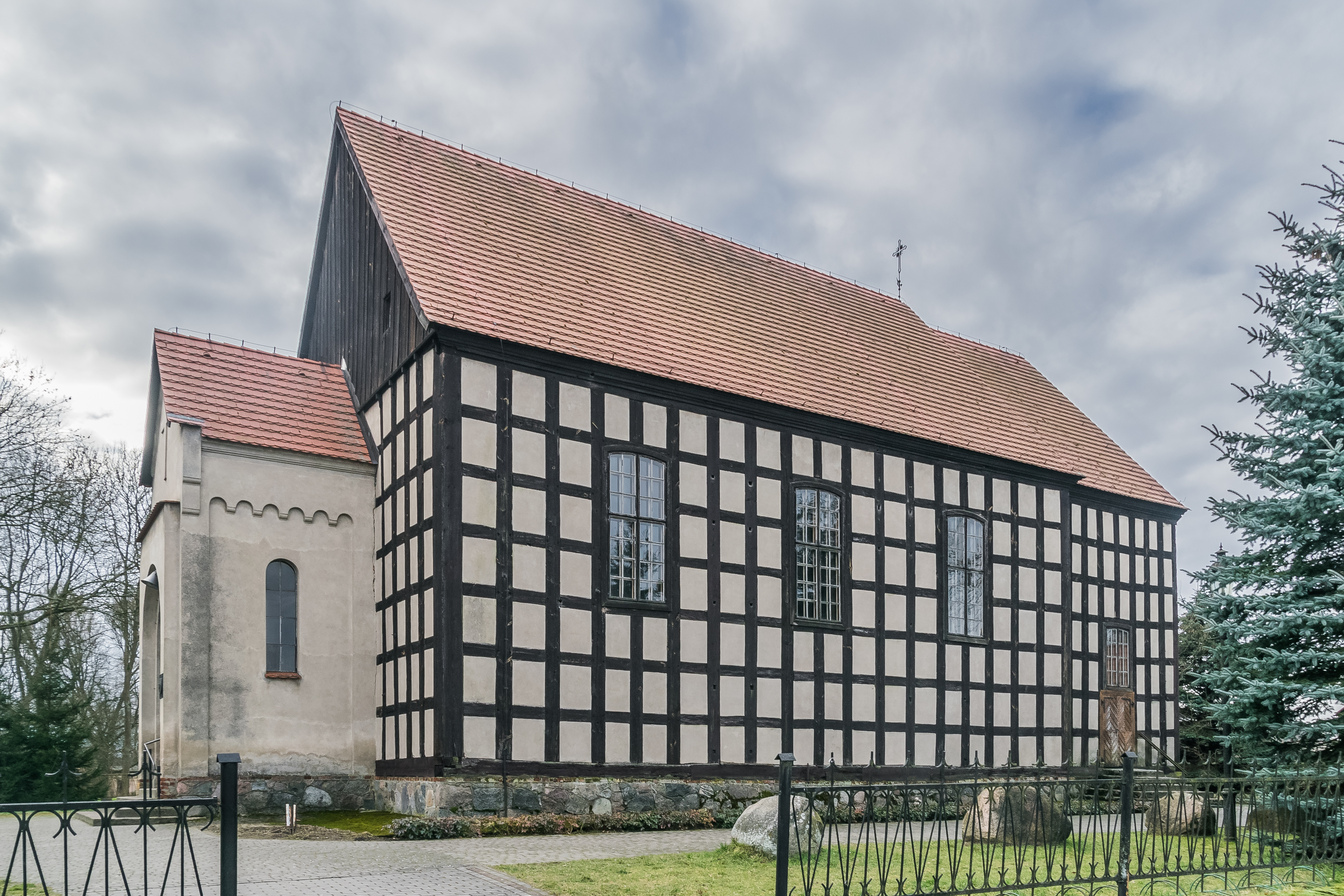
Kościół św. Katarzyny Aleksandryjskiej w Sypniewie

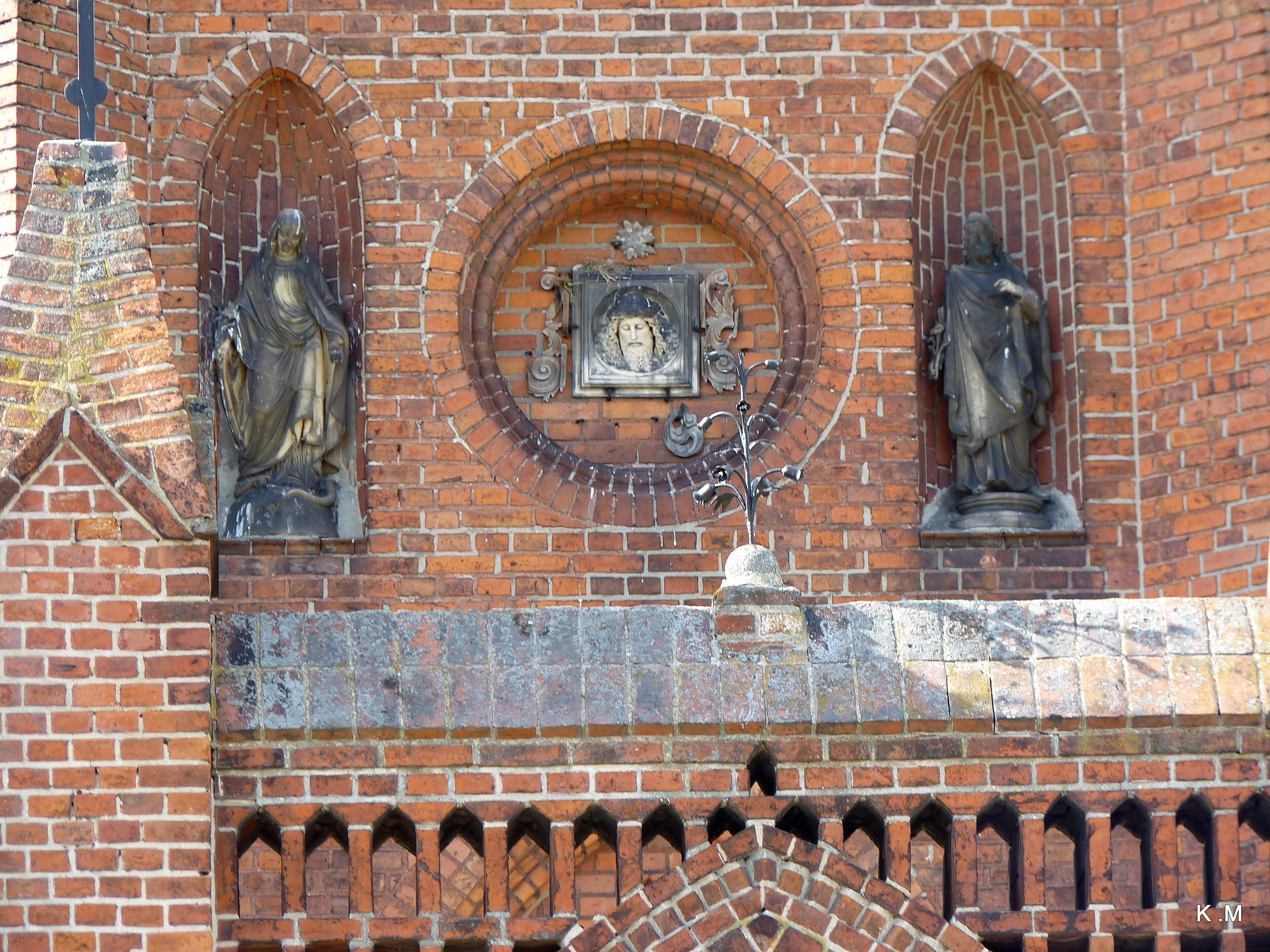
Kościół katolicki w Zabartowie

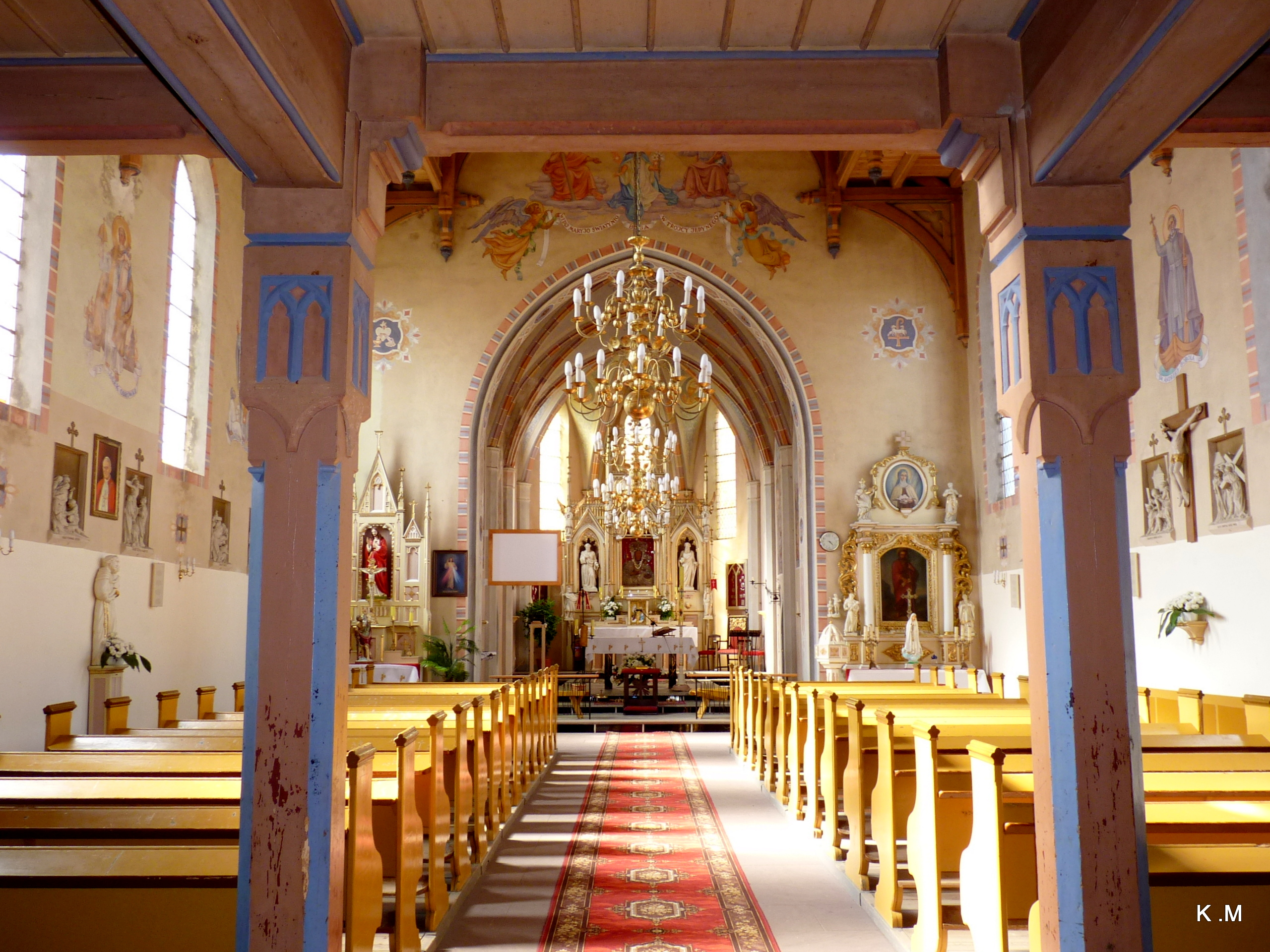
Wnętrze kościoła w Zabartowie

Zarejestrowane zabytki nieruchome w gminie:
- kościół ewangelicki, obecnie parafii rzymskokatolickiej pod wezwaniem św. Maksymiliana Kolbe z 1778 roku w Pęperzynie, nr A/833 z 08.12.1997 roku
- zespół kościelny parafii pod wezwaniem Świętej Trójcy w Runowie Krajeńskim, obejmujący: kościół z 1606 roku; cmentarz przykościelny; ogrodzenie z bramkami z XVII w., nr A/146/1-3 z 1.04.2004 roku
- cmentarz ewangelicki z drugiej połowy XIX w. w Runowie Krajeńskim, nr A/320/1 z 29.05.1992 roku
- zespół pałacowy z drugiej połowy XIX w. w Runowie Krajeńskim, obejmujący: ruiny pałacu z 1860; park, nr 108/A z 26.04.1984 roku
- zespół pałacowy Rodu Konkel z drugiej połowy XIX w. w Suchorączku, obejmujący: pałac o cechach neoklasycystycznych z 1853; park; zabudowania gospodarcze, nr 131/A z 15.12.1984 roku
- zespół kościelny parafii pod wezwaniem św. Katarzyny, przy ul. 27 Stycznia 47 w Sypniewie, obejmujący: drewniany kościół z 1781 roku o wystroju barokowym; cmentarz przykościelny z pierwszej połowy XIX w.; kostnicę z końca XIX w.; metalowe ogrodzenie, nr A/779/1-3 z 29.05.1992 roku
- zespół pałacowy w Sypniewie, obejmujący: eklektyczny pałac z trzeciego ćwierćwiecza XIX w. (była siedziba Loży Masońskiej); park z drugiej połowy XIX w.; palmiarnię, obecnie dom mieszkalny z 1900; gorzelnię z końca XIX w.; spichrz z końca XIX w.; stajnię, obecnie magazyn z końca XIX w.; grobowiec marmurowo – granitowy z kopułą otoczoną czterema granitowymi filarami, rodziny Wilkensów, nr A/291/1-7 z 26.11.1991 roku
- kościół parafii pod wezwaniem św. Szymona i Judy z lat 1772-1778 w Więcborku wybudowany przez Aleksandra Hilarego Potulickiego, nr A/314 z 19.03.1930 roku. Wnętrze rokokowo-klasycystyczne. W kościele znajdują się groby i epitafia książąt i hrabiów Potulickich z Więcborka. Kościół otacza cmentarz parafialny, po którym zostały tylko dwa groby przy krzyżu misyjnym przed świątynią.
- zespół cmentarny parafii pod wezwaniem Wniebowzięcia Matki Boskiej w Więcborku, obejmujący: cmentarz z pierwszej połowy XIX w.; kaplicę cmentarną z 1707 roku, nr A/313/1-2 z 29.05.1992 roku.

Zabytki niezarejestrowane:
- Więcbork (miasto) – sanktuaryjny kościół parafialny w Więcborku z cudownym obrazem Matki Boskiej Królowej Więcborskiej z 1778 r.
- Runowo Krajeńskie – organistówka z końca XVIII w.
- Runowo-Młyn – Pałac myśliwski prezydenta RP wraz z leśnym parkiem, znany z częstych pobytów w latach 30. minionego stulecia prezydenta RP Ignacego Mościckiego obiekt z XIX w. otoczony wokół lasami obecnie własność prywatna. źródło strona 46,96 Więcbork Na Starej Fotografii z 2002 r. ISBN 83-915830-2-3
- Witunia – skansen pszczelarski "Pasieka Krajeńska" Haliny i Józefa Bondarczyków.
- Zakrzewska Osada – stanowisko archeologiczne cmentarzysko sprzed 2500 lat i osada sprzed ok. 5000 lat. Badania od kilku lat prowadzi Muzeum Okręgowe w Bydgoszczy.
- Zamek Książąt i Hrabiów Zebrzydowskich w Więcborku z 1556 r. a następnie własność rodu Książąt i Hrabiów Potulickich z Więcborka obecnie zachowały się tylko fundamenty zamku.
- Kościół Parafialny w Zabartowie pod wezwaniem Świętego Jakuba Większego Ap. z 1865-1866 r.
- Kaplica grobowa na cmentarzu grzebalnym w Sypniewie mur. ok. 1900 r.
- Młyn wodny i elektrownia wodna z XIX w. w Runowie, Młyn na rzece Orla, która w tym miejscu ma swój wodospad.
- Leśniczówka myśliwska w Adamowie z XIX w.
- Budynek Klasztoru Misjonarzy Ewangelickich w Wituni z XIX w.
- Dworek we wsi Runowo Młyn z XVIII w. przy wodospadzie rzeki Orla
- Młyn zbożowy w Sypniewie z XVIII w.
- Młyn zbożowy w Więcborku z XVIII w.
- Gorzelnia w Sypniewie z XIX w.
- Dworek i Gorzelnia w Jastrzębcu z XIX w.
- Gorzelnia w Runowie z XVIII w.
- Kaplica Mauzoleum w Obozie Koncentracyjnym w Karolewie z XX w.
- Leśniczówka w Runowie siedziba Nadleśnictwa w Runowie z XIX w.
- Zabudowa architektoniczna domów wsi Runowo z XVII i XVIII w.
- Zabudowa architektoniczna domów wsi Sypniewo z XVIII i XIX w.
- Leśniczówka Prezydenta Ignacego Mościckiego w Stebionku na pograniczu gminy Więcbork. źródło strona 90 Więcbork Na Starej Fotografii z 2002 r. ISBN 83-915830-2-3
- Dworzec kolejowy i węzłowa stacja kolejowa PKP w Więcborku z wieżą ciśnień z XIX w.
- Dworzec kolejowy i stacja PKP w Sypniewie z XIX w.
- Dworzec kolejowy i stacja PKP w Zakrzewku z XIX w.
- Dworzec kolejowy i stacja PKP w Dorotowie z XIX w.
- Dworzec kolejowy i stacja PKP w Borzyszkowie z XIX w.
- Dworzec kolejowy i stacja PKP w Pęperzynie z XIX w.
- Magistrat Więcborski na Rynku i przyległe domy Więcborskiego Rynku z XVIII-XX w., wraz z średniowiecznym układem urbanistycznym
- Tereny Grodu Więcborskiego przy plaży miejskiej w Więcborku miejsce wykopalisk archeologicznych z lat 60. minionego stulecia.
- Sąd i Areszt w Więcborku z XIX w.
- Kościół Ewangelicki w Więcborku na ul. Rybackiej z XIX w.
- Kościół Ewangelicka Augsburski w Więcborku z XVIII przerobiony w latach 70. XX w. na Miejski Dom Kultury.
- Klasztor z kaplicą Sióstr Diakonistek w Więcborku z XIX w., przerobiony po wojnie na szkoły średnie, a obecnie i wyższą w Więcborku.
- Stary Klasztor Sióstr Franciszkanek w Więcborku z XIX w.
- Pierwsza Szkoła Powszechna w Więcborku przy ul. gen J. Hallera z XVIII w.
- Zabytkowy dom z muru pruskiego przy ul. Wyzwolenia jeden z najstarszych domów w Więcborku
- Kaplica cmentarna z 1787 r. na cmentarzu parafialnym w Więcborku wybudowana przez hr.Potulickiego.
- Kaplica – grobowiec rodziny Konkel z XIX w. na cmentarzu ewangelicko-katolickim w Więcborku
- Cegielnia z XIX w. w Dalkowie
- Budynek i strzelnica Królewskiego Bractwa Strzeleckiego w Więcborku z 1732 r. otoczona 11 ha. parkiem leśnym na wzgórzu św. Katarzyny w Więcborku.
- Pałac Książąt i Hrabiów Potulickich w Więcborku z XIX w. przerobiony w latach 70. minionego stulecia na szpital miejski w Więcborku.
- Fundamenty i fragmenty ogrodzenia Więcborskiej Synagogi z XIX w., do dziś zachowały się dom i biuro Rabina oraz Kantora.
- Rybakówka i Dworek przyległa do Więcborskiego Zamku Zebrzydowskich przy ul.Potulickich z XVII w.
- Pozostałości po więcborskim Browarze i wytwórni wód gazowanych z XVI w. przy ul. Mickiewicza w Więcborku.
- Drewniany Budynek Straży Pożarnej w Więcborku z XVIII w.
- Leśniczówka z XIX w. w Runowie Krajewskim.
- Ponad 700-letni Cmentarz Parafialny w Więcborku.

## Warunki naturalne
W gminie Więcbork jest prawie czterdzieści jezior otoczonych lasami i wzgórzami morenowymi. Największe z nich to Jezioro Więcborskie. Cały teren jest objęty ochroną prawną, gdyż działa tu Krajeński Park Krajobrazowy. Przez gminę przepływają rzeki Orla, która w Runowo-Młyn ma swój wodospad, oraz rzeki Rokitka, Jelonek, Łobżonka, Jeleń, Lubcza. Najwyższym wzniesieniem gminy jest Góra św. Katarzyny o wysokości bezwzględnej  190 m n.p.m.

## Położenie
Przez obszar miasta i gminy Więcbork przebiegają trzy drogi wojewódzkie: Droga wojewódzka nr 242 Więcbork – Łobżenica – Wyrzysk. Droga wojewódzka nr 189 Jastrowie – Złotów – Więcbork. Droga wojewódzka nr 241 Nakło nad Notecią – Mrocza – Więcbork – Sępólno Krajeńskie – Tuchola. Przez Miasto i Gminę Więcbork przebiegają dwie linie kolejowe PKP Piła – Złotów – Więcbork – Świecie – Grudziądz oraz Oleśnica – Nakło nad Notecią – Więcbork – Chojnice.

## Miejsca kultu
- Kościół rzymskokatolicki w Runowie Krajeńskim pod wezwaniem Trójcy Świętej z 1606-1607
- Kościół rzymskokatolicki w Sypniewie pod wezwaniem Świętej Katarzyny z 1781 r.
- Kościół rzymskokatolicki w Pęperzynie pod wezwaniem Świętego Maksymiliana Kolbe z 1778
- Kościół rzymskokatolicki w Zabartowie pod wezwaniem św. Jakuba Większego Ap. z 1865-1866 r.

## Cmentarze
- Cmentarz Parafialny w Sypniewie
- Cmentarz Parafialny w Runowie Krajeńskim
- Cmentarz Parafialny w Pęperzynie
- Cmentarz Parafialny w Zabartowie
- Cmentarz Żydowski w Wituni
- Cmentarz Parafialny w Więcborku
- Cmentarz Ewangelicki w Więcborku
- Cmentarz Komunalny w Więcborku

## Oświata
- Technikum Rolnicze w Sypniewie
- Zasadnicza Szkoła Zawodowa Rolnicza w Sypniewie
- Szkoła Podstawowa w Sypniewie
- Szkoła Podstawowa w Runowie Krajeńskim
- Szkoła Podstawowa w Jastrzębcu
- Szkoła Podstawowa w Pęperzynie
- Szkoła Podstawowa w Zakrzewku
- Szkoła Podstawowa w Więcborku

## Sport
- Grom Więcbork – piłka nożna, klasa A
- Gwiazda Sypniewo – piłka nożna, klasa B
- Huragan Witunia
- Liga Obrony Kraju z siedzibą w Więcborku
- Kurkowe Bractwo Strzeleckie z siedzibą w Więcborku
- Ludowe Zespoły Sportowe

## Organizacje pozarządowe
- Związek Harcerstwa Polskiego
- Koło Gospodyń Wiejskich
- Ochotnicza Straż Pożarna
- Polski Związek Łowiecki
- Polski Związek Wędkarski

## Sąsiednie gminy
Łobżenica, Mrocza, Sępólno Krajeńskie, Sośno, Zakrzewo, Złotów, Lipka